# Lumbriclymene campanatula
Lumbriclymene campanatula är en ringmaskart som beskrevs av Detinova 1984. Lumbriclymene campanatula ingår i släktet Lumbriclymene och familjen Maldanidae. Inga underarter finns listade i Catalogue of Life.